# Entrepont

schéma espaces cargaison

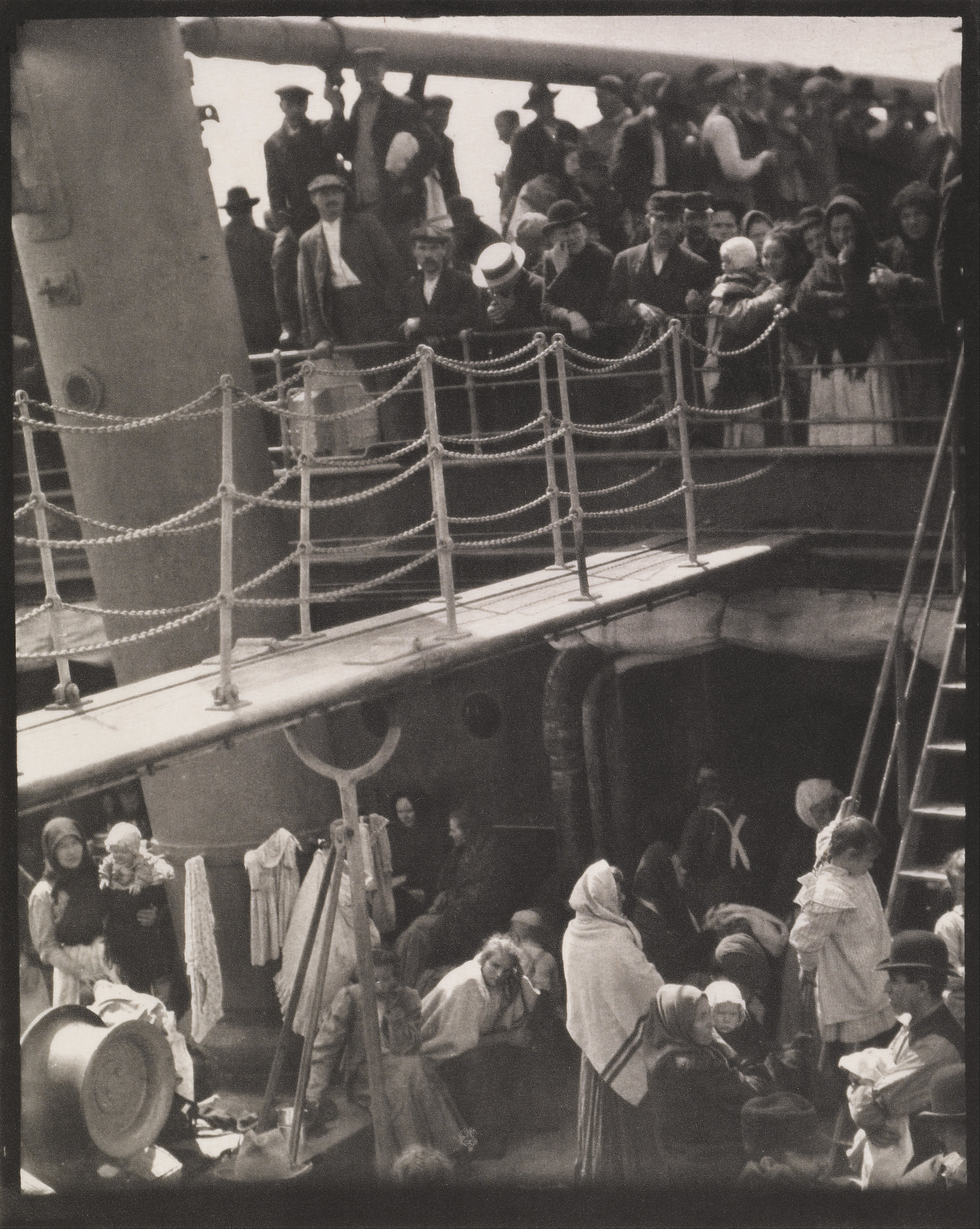
L'Entrepont, photo d'Alfred Stieglitz en 1907

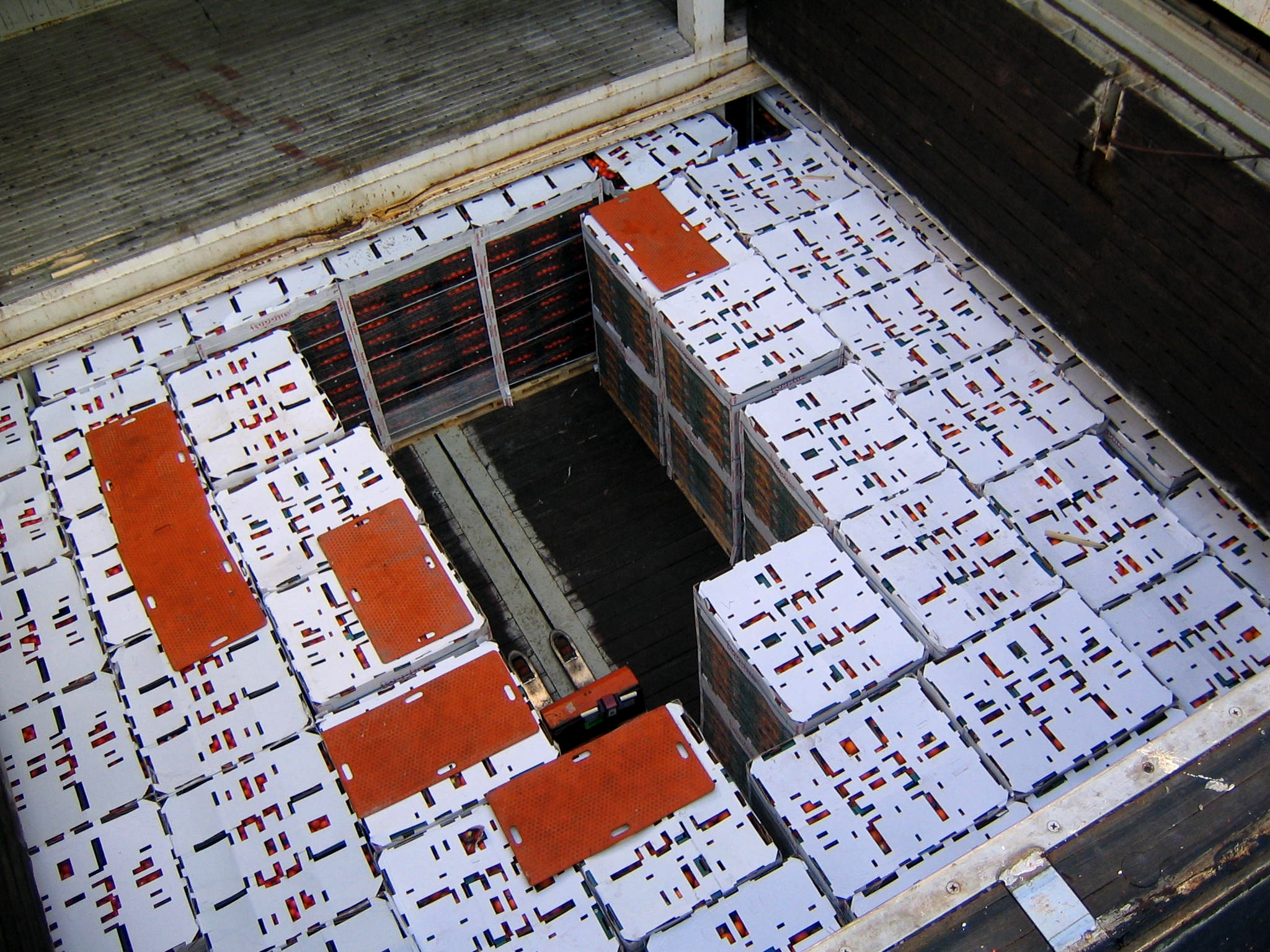
Entrepont d'un navire de transport de marchandises

À l'origine, l’entrepont d'un bateau est l’espace entre le pont supérieur (pont de franc-bord ) et le pont se trouvant immédiatement dessous. Les navires devenant de plus en plus grands, les entreponts sont aujourd'hui des compartiments situés entre deux ponts, ils sont désignés par des lettres dans l'ordre alphabétique, partant du haut vers le bas. Le compartiment le plus bas (pont des plafonds de ballasts) étant toujours appelé cale.

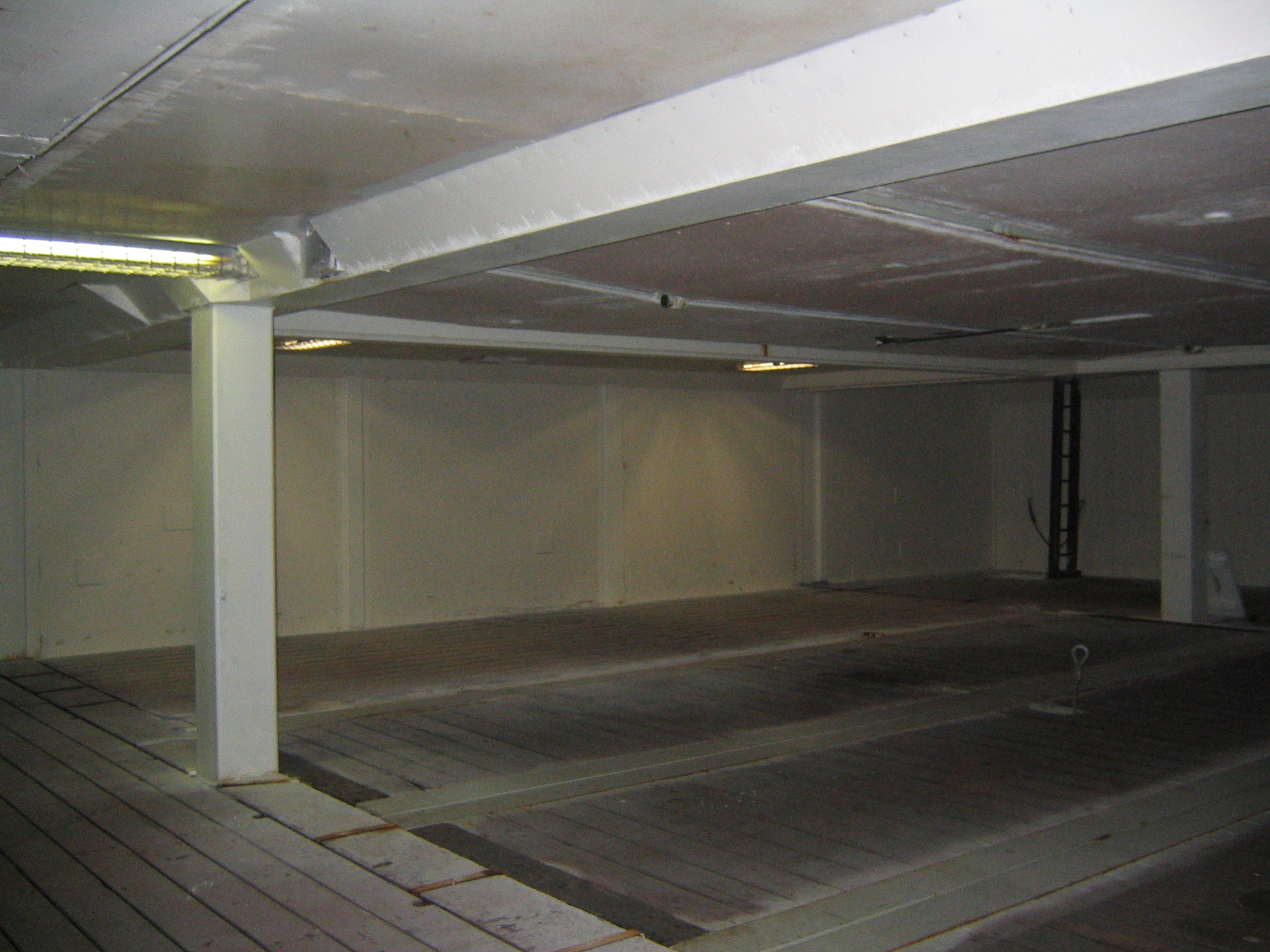
Image d'un entrepont vide de marchandise

## Historique
Sur les navires de transport de passagers, les gens qui voyageaient en entrepont étaient considérés comme appartenant à la classe la plus basse des passagers. La majorité de ces personnes n’avaient pas de ressources pour acheter une meilleure place.
L'entrepont est aussi le lieu où sont entassés les esclaves sur les navires négriers européens.

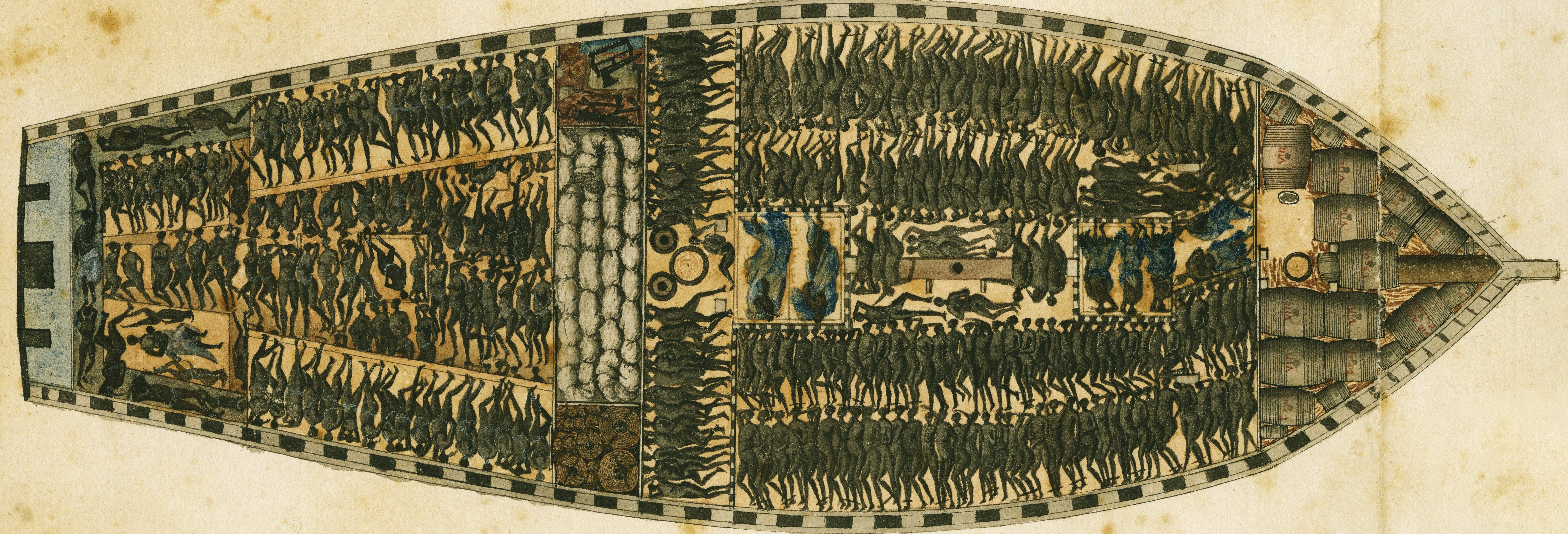
Détail de l'entrepont du navire négrier la Marie Séraphique.